# 小半圆叶杜鹃
小半圆叶杜鹃（学名：Rhododendron thomsonii ssp. lopsangianum）为杜鹃花科杜鹃花属下的一个亚种。